# Ocelo (mimetismo)

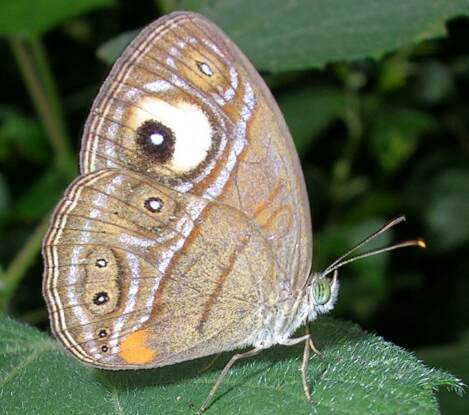
Exemplar de Mycalesis patnia exibe ocelos de tamanhos diferentes nas asas.

O ocelo ou mancha ocelar é uma mancha arredondada e muitas vezes multicolor, com a aparência dum olho, que aparece em alguns órgãos de algumas espécies de animais  (como peixes, borboletas, répteis e aves) e que pode cumprir certas funções biológicas miméticas. Em todo o caso não é consensual entre estudiosos que o objectivo de todo e qualquer tipo de ocelos seja necessariamente o de imitar olhos. 

## Distribuição zoológica

### Lepidópteros

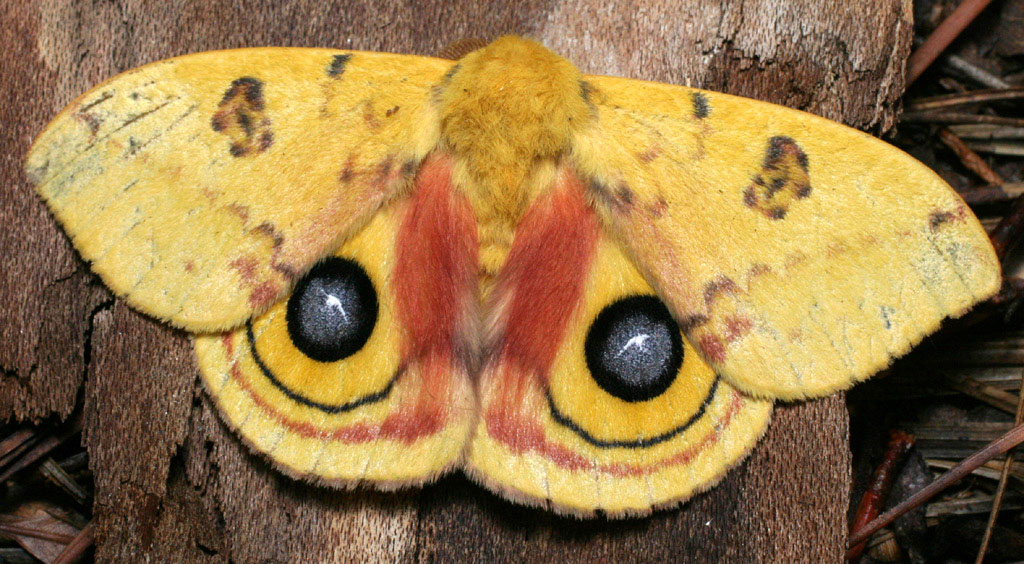
Automeris io

Há indícios que corroboram a tese de que as borboletas e outros lepidópteros se sirvam dos ocelos como mecanismos anti-predador, seja como comportamento deimático, por molde a intimidar predadores ou a ludibriá-los para que não ataquem órgãos vitais.
Nalgumas espécies como a Hipparchia semele, as notórias manchas ocelares ficam ocultas, quando a borboleta está a descansar e fecha as asas, só as exibindo quando se apercebe da aproximação de potenciais predadores.
Noutras espécies de borboletas, como a Bicyclus anynana, os ocelos também podem servir como mecanismo de camuflagem, ao imitarem o padrão de folhas caídas.
E há ainda outros casos, em que os ocelos das borboletas também podem desempenhar um papel na selecção de parceiros sexuais.  A selecção sexual promove a diversificação de ocelos nas mais variegadas espécies de lepidopteros, na medida em que há uma preferência de certas espécies por ocelos de determinados tamanhos e cores.
Há algumas espécies de lagartas, como as da família dos esfingídeos, que têm ocelos nos segmentos anteriores do abdómen. Quando se sentem ameaçadas, retraem a cabeça e os segmentos torácicos (onde estão os órgãos vitais) do para dentro do abdómen, deixando apenas em evidência os tais ocelos da traseira, que se assemelham a um par de olhos ameaçadores.
Por outro lado, há espécies de borboletas, como as da família dos licenédeos, que têm "caudas" filamentosas na parte anterior das asas, com padrões concêntricos ao pé, que conjuntamente, formam a aparência de uma cabeça falsa.  Esta adaptação mimética serve para ludibriar predadores, como pássaros ou aranhas-saltadoras (Salticidae), por molde a minorar os ataques dirigidos aos órgãos vitais (como a cabeça) e a aumentar as hipóteses de sobrevivência, em caso de fuga.

### Répteis e mamíferos
Há alguns répteis, como o Lacerta agilis, que têm ocelos dispostos em fileira nos flancos e na cauda.
Há inúmeras espécies de felinos, como os servais, que contam com ocelos especiais na parte de trás das orelhas, que se crê que possam servir como mecanismo de indicação para as crias, no sentido de as orientar para seguirem os progenitores.

### Aves

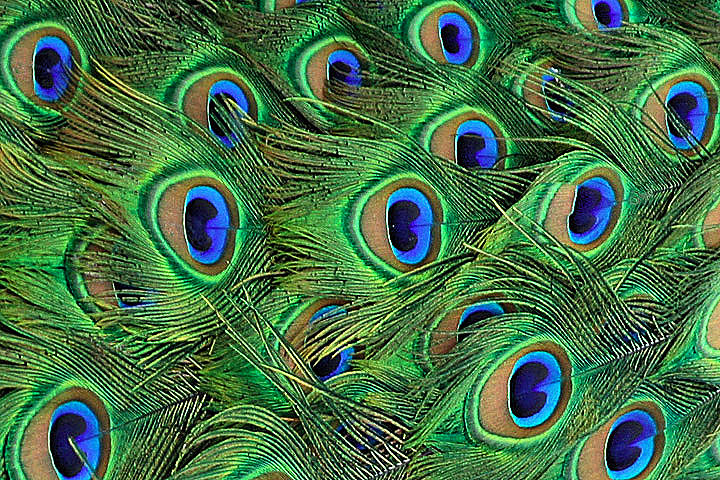
Ocelos da cauda do pavão

Os machos de certas espécies de aves, como o pavão, têm ocelos vistosos na plumagem da cauda, que tanto podem ser usados para efeitos deimáticos, como para atrair as fêmeas. O número de ocelos na cauda de um pavão pode ser determinante no sucesso sexual de um pavão, de acordo com estudos ornitológicos, se o pavão vir as penas da cauda cortadas, e assim o número de ocelos reduzido, as pavoas tendem a perder o interesse nele.
Há, ainda, inúmeras espécies de coruja que têm ocelos na nuca, por molde a imitar um segundo par de olhos, a fim de dissuadir os predadores de as tentarem atacar pelas costas.

### Peixes

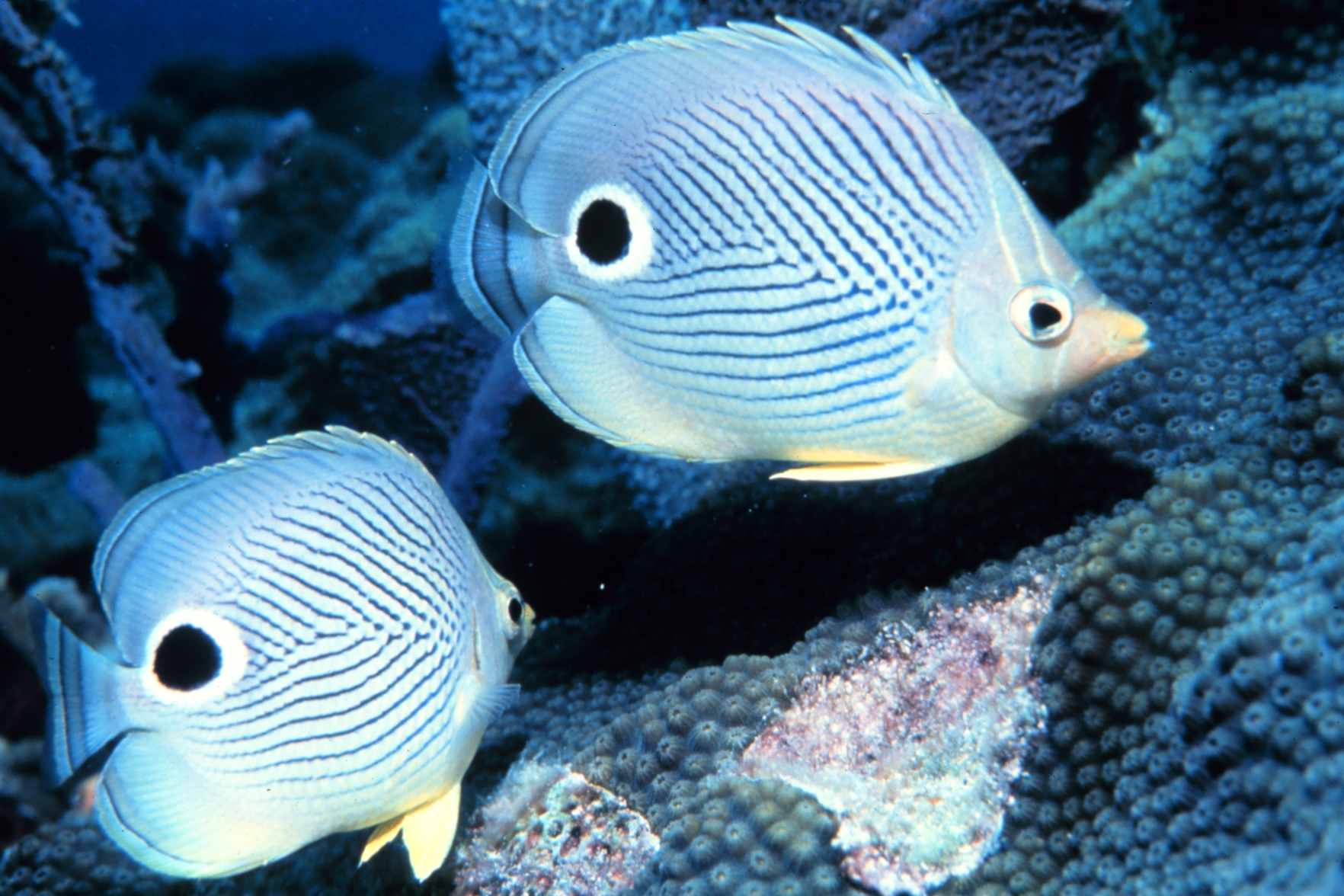
Chaetodon capistratus com ocelos na cauda para despistar os predadores.

Há várias espécies de peixes que exibem ocelos, a título de exemplo, o peixe-borboleta recebe este nome exactamente por causa dos grandes e vistosos ocelos que lhe exornam as barbatanas da cauda.
Estes ocelos podem servir para despistar os predadores, de feição a que ataquem a cauda, em vez de outras partes do corpo mais vitais e difíceis de esquivar ou ainda para fintar o predador, induzindo-o em erro quanto à direcção para que o peixe vai guinar. Trata-se portanto de uma manifestação de automimetismo.

## Desenvolvimento dos ocelos
O estudo do desenvolvimento dos ocelos foi um dos campos mais destacados da biologia do desenvolvimento e da evo-devo. 
Fred Nijhout mostrou que a posição dos ocelos, nas borboletas, é determinada já durante a embriogénese e que os padrões concêntricos, que se irão transformar no ocelo, são induzidos por um centro morfogenético, designado «foco», que se encontra no centro do ocelo em desenvolvimento, o qual instrui as células circunvizinhas para que assumam determinado tipo de padrão de pigmentação.